# Villa Irmgard

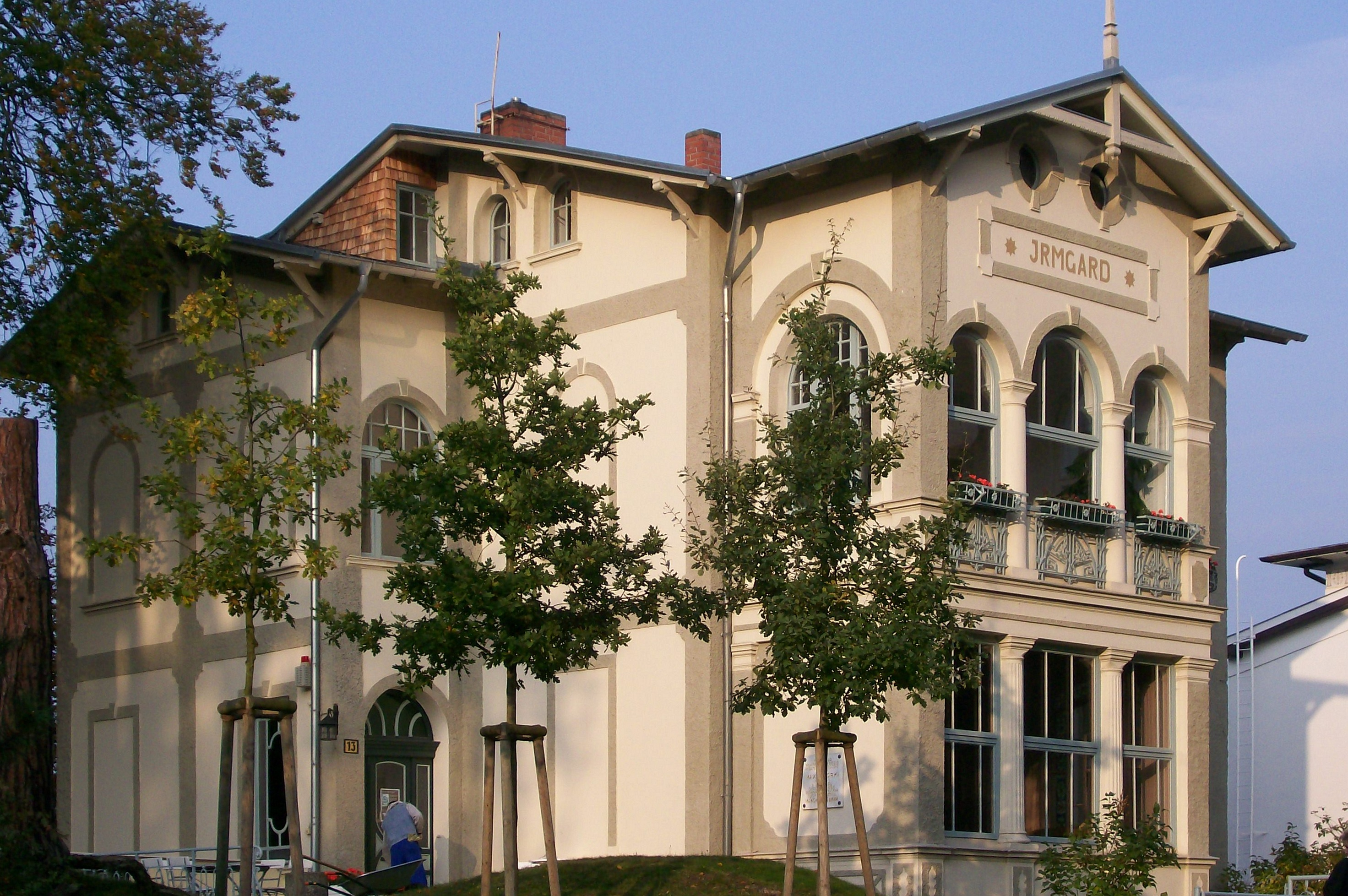
Villa Irmgard

Die Villa Irmgard (früher auch Maxim-Gorki-Museum genannt) ist ein Heimatmuseum und eine Gedenkstätte für den russischen Schriftsteller Maxim Gorki im Ostseebad Heringsdorf auf der Insel Usedom in Mecklenburg-Vorpommern.

## Geschichte
Das Gebäude der Bäderarchitektur wurde 1906 an der heutigen Maxim-Gorki-Straße, die parallel zur Strandpromenade verläuft, errichtet. Gebaut wurde die zweigeschossige Villa auf einer kleinen Anhöhe als Gästehaus im Stil des Neoklassizismus. Die Brüstungsgitter am durch Halbsäulen gegliederten Risalit und am halbrunden Balkon weisen Elemente des Jugendstils auf. Sie sind in Heringsdorf einzigartig.
Prominentester Gast war Maxim Gorki, der 1922 mit seinem Sohn Maxim und seiner Schwiegertochter Nadeschda Alexejewna Peschkowa aus Berlin nach Usedom kam, um von seiner 1921 erneut ausgebrochenen Tuberkuloseerkrankung Genesung zu suchen. Zu dieser Zeit gehörte die Villa einem Rechtsanwalt. Während seines Aufenthalts zwischen Mai und September 1922 arbeitete Gorki am dritten Teil seiner Autobiographie „Meine Universitäten“, pflegte intensiven Briefwechsel etwa mit den französischen Schriftstellern Romain Rolland und Anatole France sowie mit seinen russischen Schriftstellerkollegen Konstantin Alexandrowitsch Fedin, Wsewolod Wjatscheslawowitsch Iwanow und anderen. Er erhielt Besuch von Alexei Nikolajewitsch Tolstoi, der von Misdroy anreiste, um seinen Freund Gorki zu treffen, außerdem von dem Opernsänger Fjodor Iwanowitsch Schaljapin, mit dem er eng befreundet war. Eine Tochter Schaljapins blieb für einige Zeit Gorkis Gast in der Villa. Im Gästebuch des Hauses verewigte sich Gorki mit dem Satz „Und dennoch und trotz alledem werden die Menschen eines Tages wie Brüder leben“. Die Formulierung „und dennoch und trotz alledem“ ist auf seine Begegnung mit kranken und elend lebenden Kindern von Heringsdorfer Einwohnern, einem starken sozialen Kontrast zu dem Leben der Gäste des Luxusbades, zurückzuführen. Am 25. September 1922 reiste Gorki weiter nach Bad Saarow am Scharmützelsee.
1948 wurde die Villa Irmgard als Gedenkstätte für Maxim Gorki eingerichtet und trug anschließend zeitweilig den Namen „Maxim-Gorki-Museum“. Zu sehen sind seine Wohn- und Arbeitsräume, die im Stil der Zeit seines Aufenthalts ausgestattet sind und teilweise noch das ursprüngliche Mobiliar aufweisen. Die ständige Ausstellung erinnert an weitere prominente Gäste in der Villa und in Heringsdorf. Außerdem gibt das Museum einen Überblick über die Geschichte des Ortes. Gezeigt werden monatlich wechselnde Künstlerausstellungen. Zum Veranstaltungsprogramm gehören Konzerte in den Räumlichkeiten des Obergeschosses sowie kleinere Theateraufführungen.